# Elberfelder Armenpflegedenkmal

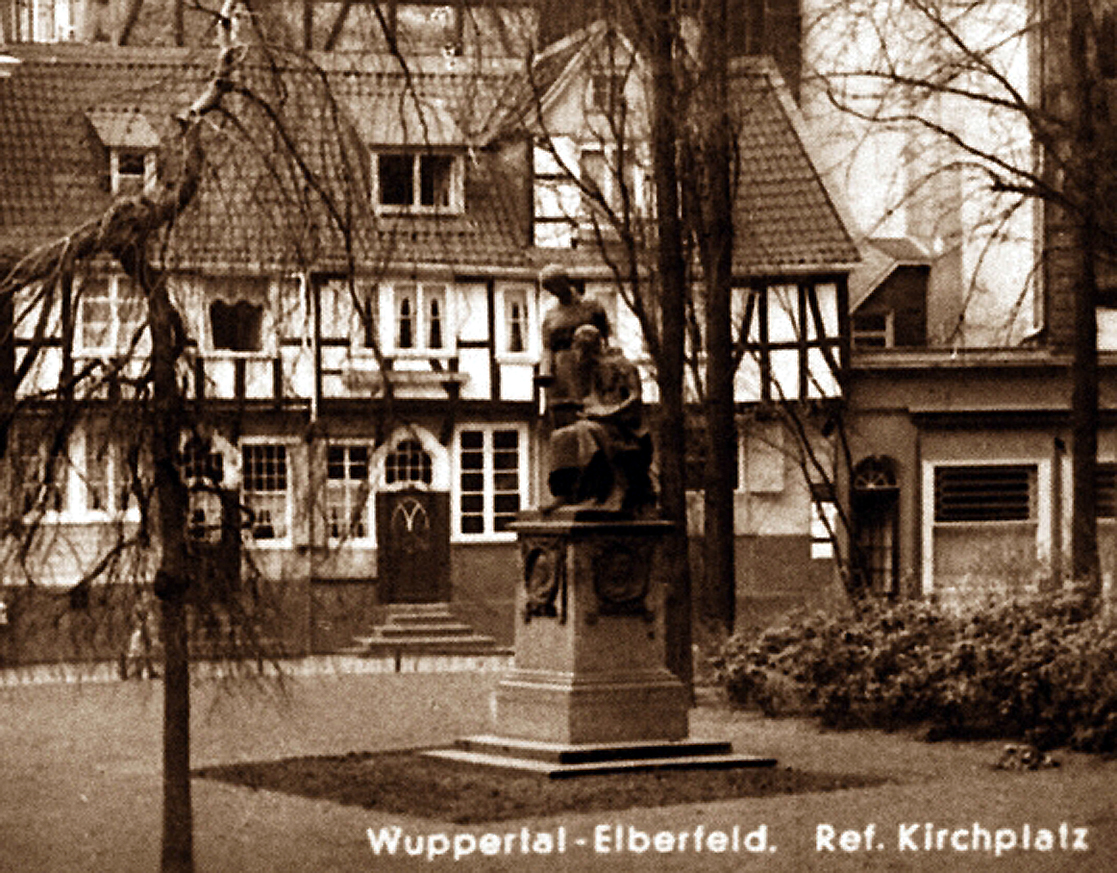
Das Elberfelder Armenpflegedenkmal auf dem Kirchplatz der „Alten ref. Kirche“ um 1920.

Das neoklassizistische Elberfelder Armenpflegedenkmal ist ein Werk des Elberfelder Bildhauers Wilhelm Neumann-Torborg (1856–1917), das am 24. September 1903 auf dem Kirchplatz der „Alten reformierten Kirche Elberfeld“ errichtet wurde. Anlass war der 50. Jahrestag des Bestehens des „Elberfelder Systems“.

## Beschreibung

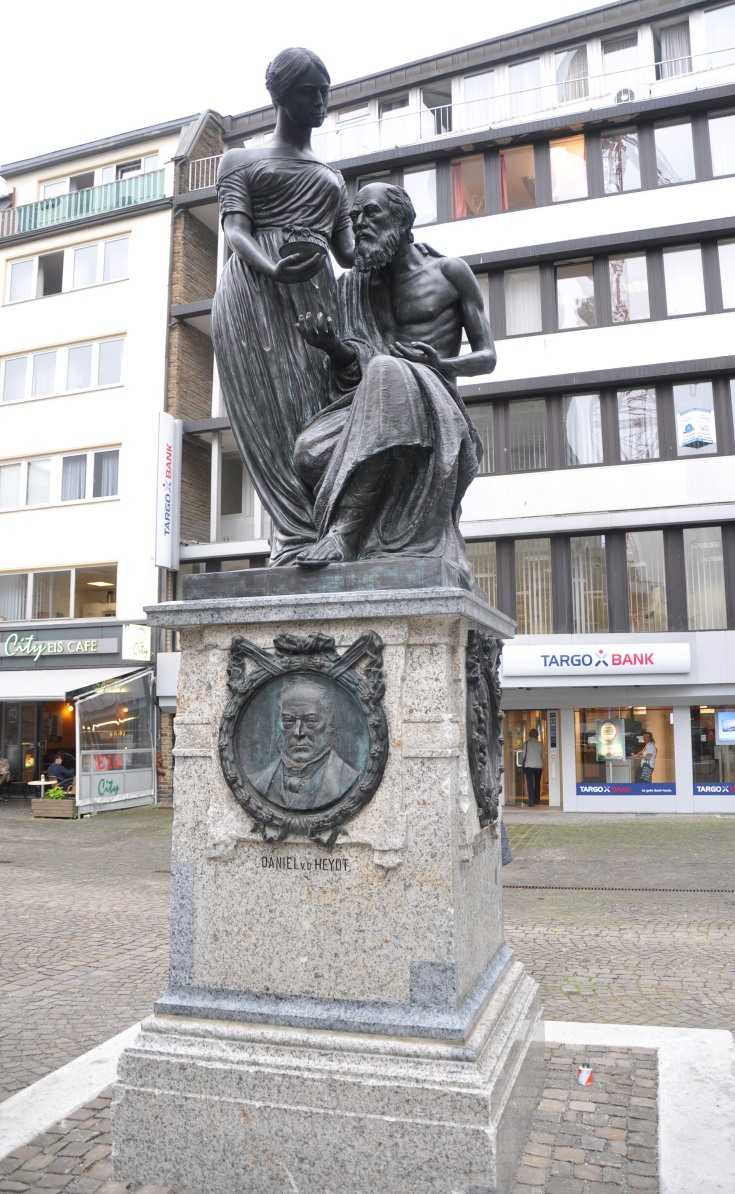
Das Denkmal nach seiner Restaurierung im Juni 2011

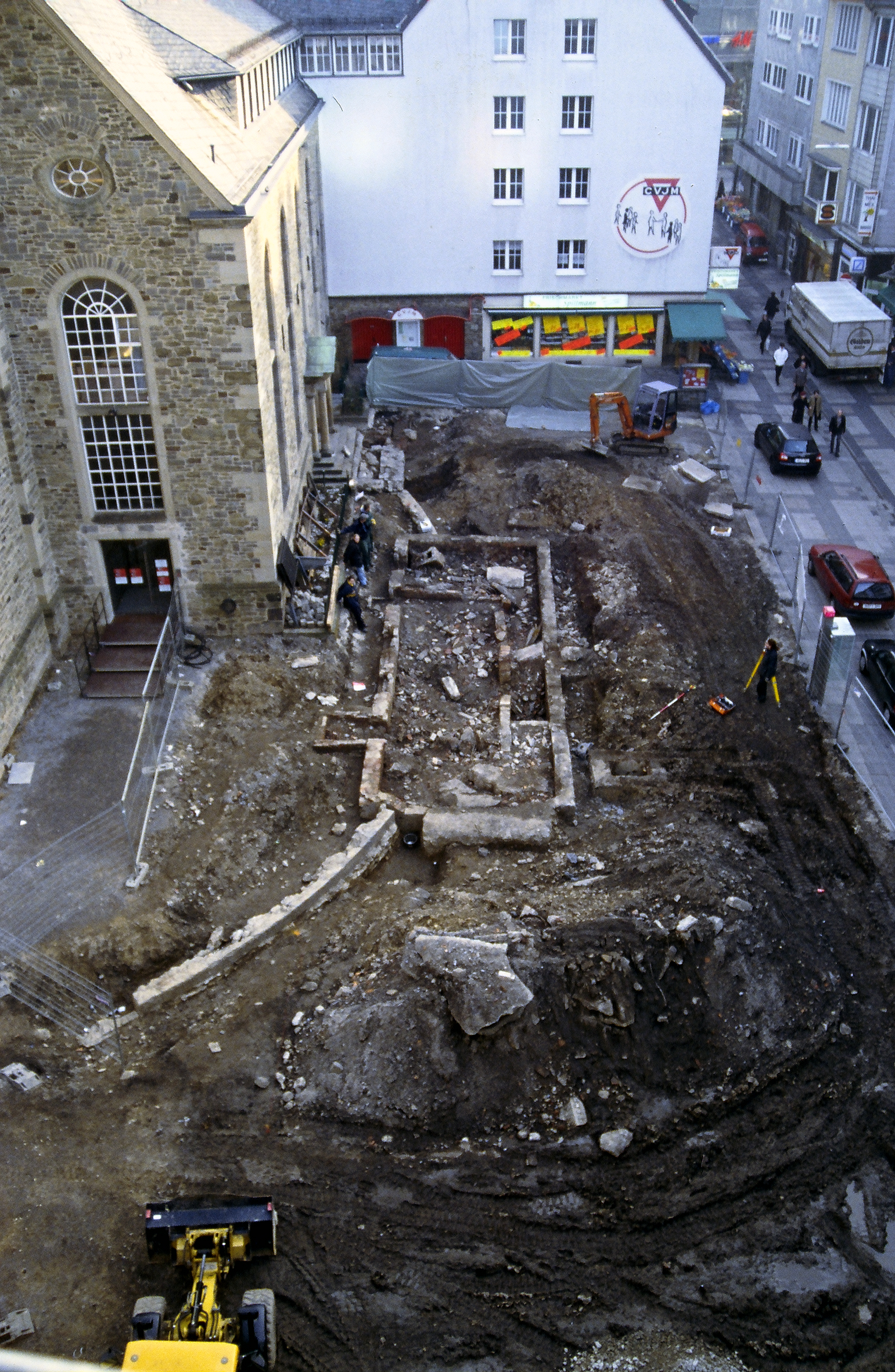
Auffindesituation. Ausgrabung von 2003

Ursprünglich zierte eine Figurengruppe aus Bronze den schlichten, einfach gegliederten, zwei Meter hohen Sockel aus Granit. An der Rückseite und den beiden seitlichen Flächen waren Porträtmedaillons montiert, auf denen das Konterfei der Initiatoren des Elberfelder Sozialsystems Daniel von der Heydt (1802–1874), Gustav Schlieper (1837–1899) und David Peters (1808–1874) abgebildet war. An der Vorderseite war folgende Dedikationsinschrift eingraviert:
| Inschrift |
| --- |
| DEN BEGRÜNDERN DER NEUORDNUNG DES ARMENWESENS IN DANKBARER ERINNERUNG ERRICHTET VON DER STADT ELBERFELD 1853–1903 |

Eine umlaufende Borte verband alle vier Seiten. Die 2,36 Meter große Figurengruppe zeigte eine stehende junge Frau, die einen vor ihr sitzenden, alten Mann speist. Die Frau legt fürsorglich ihren linken Arm um den Mann und reicht ihm mit dem rechten Arm eine Schüssel an den Mund. Dieses Thema war eine Allegorie des neutestamentlichen Ersten Werks der Barmherzigkeit.
Obwohl der Entwurf Hülfreich und gut von Neumann-Torborg bei dem von der Stadt Elberfeld 1901 veranstalteten Künstlerwettbewerb nur den zweiten Platz belegte, gab der Stadtrat seinem Konzept den Vorzug. Allerdings wurden gegenüber dem Entwurf Änderungen gefordert. So wurden in der Ausführung die Porträtmedaillons stärker betont.
Das Denkmal steht in der Tradition der Berliner Bildhauerschule und ist ein Beispiel für den Wandel der Denkmalkultur um 1900. Stand bis zur Jahrhundertwende die zu ehrende Person im Vordergrund, so wurde nach 1900 die Leistung der Person stärker gewichtet. Das vom selben Künstler geschaffene Dörpfeld-Denkmal weist das gleiche Konzept auf.
Ein Modell des Denkmals wurde 1903 der Stadt Wuppertal gestiftet und befindet sich heute im Besitz des Historischen Zentrums in Unterbarmen.

## Geschichte

### Zerstörung

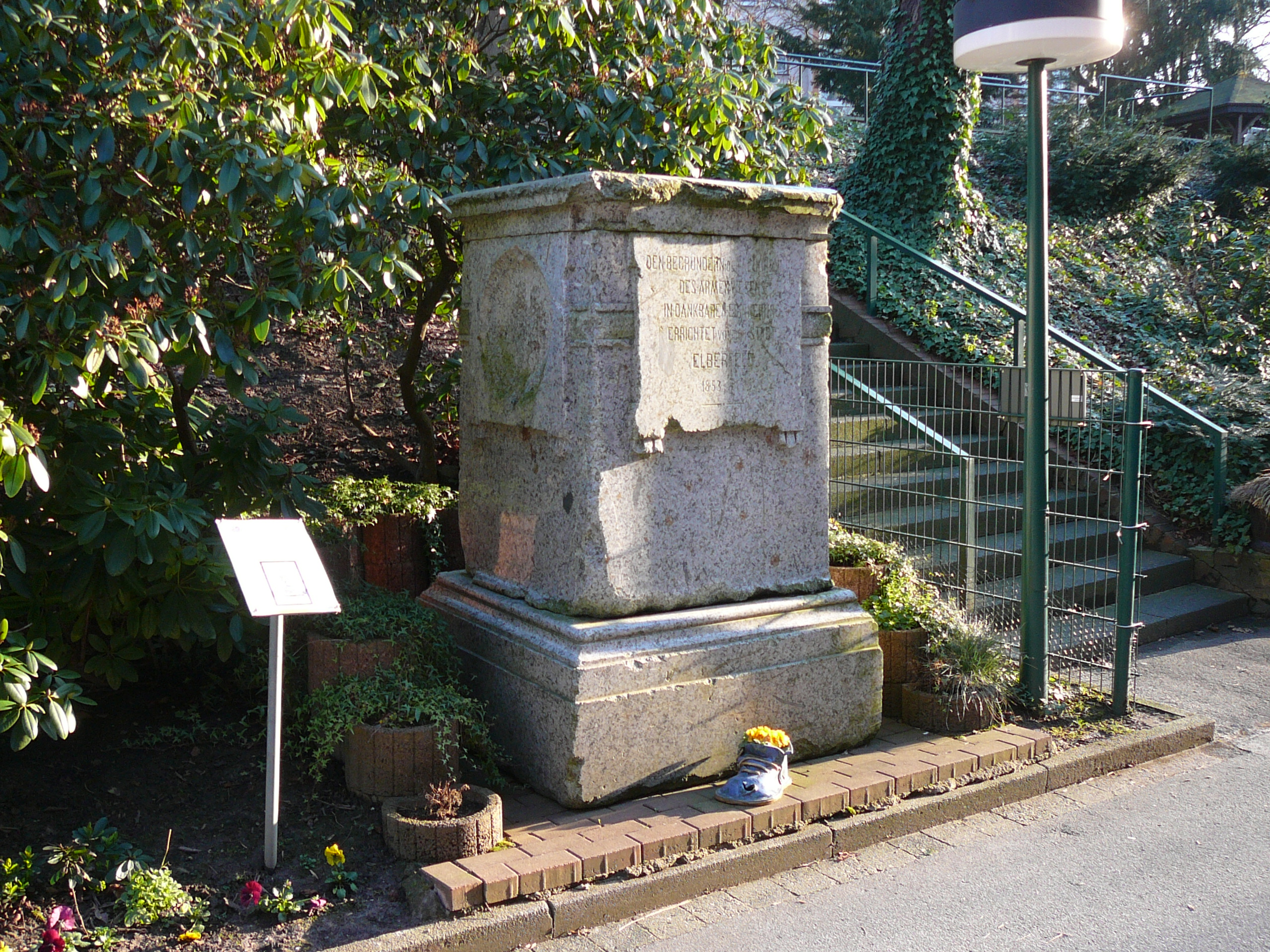
Der Sockel des Elberfelder Armenpflegedenkmal an seinem temporären Standort

Nach dem Zweiten Weltkrieg war das Denkmal verschollen. Bei den Wiederaufbauarbeiten an der „Alten reformierten Kirche Elberfeld“ im Jahre 1953 kam der Denkmalsockel wieder zu Tage, wurde aber wieder vergraben und geriet in Vergessenheit. Erst bei Ausgrabungen 2003, im Jahr des 150. Jubiläums des „Elberfelder Systems“, wurde der Granitsockel des Denkmals aus einem verschütteten Keller geborgen. Das Standbild und die ehemals seitlich angebrachten Bronzemontierungen fehlten. Nur die Namen der Geehrten waren an den Seitenflächen noch lesbar.
Im September 2003 wurde der Denkmalsockel an der Blankstraße im Park des Reformierten Gemeindestifts wieder aufgestellt.

### Rekonstruktion

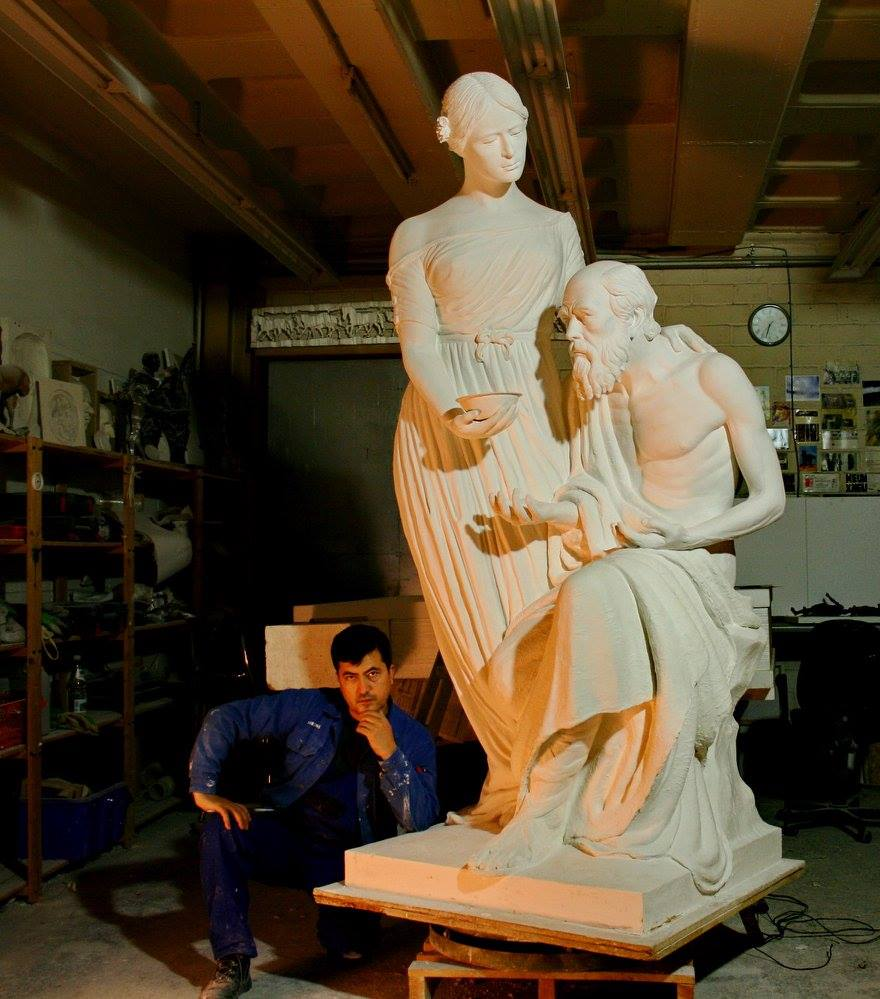
Bildhauer Schwan mit gips modell-2011

2009 startete Hans-Joachim Camphausen eine Initiative zur Sammlung von Spenden bei Bürgern und Unternehmen, um die Skulptur neu gießen zu lassen und das Denkmal wieder aufzustellen.
In der Düsseldorfer Kunstgießerei Rolf Kayser wurde das Standbild nach Rekonstruktion durch den Bildhauer Schwan Kamal im Frühjahr 2011 wieder hergestellt, nachdem auch am Elberfelder Rathaus der „Ritter Arnold“ rekonstruiert wurde. Das Armenpflegedenkmal wurde am 18. Juni 2011 auf dem Kirchplatz, seinem ursprünglichen Standort, wieder aufgestellt. Der Auftrag zur Rekonstruktion hatte einen Wert von 175.000 Euro, das Geld wurde zum großen Teil durch 24 private Einzelspenden aufgebracht. Das neue Denkmal ist mehr als viereinhalb Meter hoch und zehn Tonnen schwer, wobei der Granitsockel acht Tonnen wiegt.